# Dragon Night
「Dragon Night」（ドラゴン・ナイト）は、日本のバンド・SEKAI NO OWARIのメジャー7作目（通算9作目）のシングル。

## 概要
- 前作「炎と森のカーニバル」から約6ヶ月ぶりにして、アルバム『Tree』からの先行シングル。
- 表題曲はメンバー出演の東宝配給映画『TOKYO FANTASY SEKAI NO OWARI』のエンディング曲に使用された。共同プロデューサーにオランダのDJ・ニッキー・ロメロを迎えており、自身初の外部プロデューサーを招いてアメリカでレコーディングされた[1]。また、自身の出身地が東京都大田区である縁から、2015年に京急空港線の羽田空港国際線ターミナル駅（現・羽田空港第3ターミナル駅）の接近メロディに採用され[2]、同年10月21日から2020年10月20日まで使用された[3]。編曲は塩塚博が手掛けた[4]。
- カップリング曲はフジテレビ系列『めざましテレビ』の木曜日テーマソングに使用された。同番組に使われるのは後に発売されたアルバム『Tree』の収録曲「PLAY」に引き続き2度目となる。
- ジャケットが異なる初回限定盤Aと初回限定盤B、通常盤の3形態で発売された。初回限定盤Aには特典として同年に敢行された『SEKAI NO OWARI ARENA TOUR 2014「炎と森のカーニバル-スターランド編-」Supported by OXY』から「スターライトパレード」「Love the warz」「ファンタジー」「スノーマジックファンタジー」「Death Disco」「青い太陽」「幻の命」「RPG」「炎と森のカーニバル」のライブ映像を収録したCDが、初回限定盤Bには特典として同ツアーから「眠り姫」「虹色の戦争」「Never Ending World」「生物学的幻想曲」「ピエロ」「銀河街の悪夢」「yume」「深い森」「Fight Music」のライブ音源を収録したCDが同梱された。また、前作に引き続き通常盤の初回生産分には謎のDVDが当たるスクラッチカードが封入された[5]。
- 今作で『第65回NHK紅白歌合戦』に初出場を果たした[6]。なお、同番組でのリハーサル初日ではDJ LOVEがインフルエンザを発症していたため欠席していたが、リハーサル2日目から参加し、無事に本番にも出演している[7]。
- 「Dragon Night」は日本を除く多くの地域で英語版が配信され[8]、英語版のMVは2015年6月16日にYouTubeに投稿された。また、中国語版も存在するという[9]。

## 収録曲
1. Dragon Night [3:51]
作詞・作曲：Fukase
編曲：SEKAI NO OWARI、Nicky Romero
ニッキー・ロメロを共同プロデューサーに迎えて制作された楽曲。構想自体は2013年に開催された自主企画野外ライブ『炎と森のカーニバル』の時点ですでにあったとのこと[1]。
2. MAGIC [4:46]
作詞：Fukase
作曲：HAWAIIAN6
編曲：SEKAI NO OWARI、CHRYSANTHEMUM BRIDGE
自身が敬愛するスリーピースロックバンド・HAWAIIAN6のカバー曲。カバーにあたりFukaseが歌詞を改めている[5]。
3. Love the warz -rearranged- [5:12]
作詞：Fukase
英補作詞：Nelson Babin-coy
作曲：Fukase、Nakajin
編曲：SEKAI NO OWARI、CHRYSANTHEMUM BRIDGE
1stアルバム『ENTERTAINMENT』の収録曲「Love the warz」のリアレンジバージョン。リアレンジにあたり作曲にNakajinが参加している。

## 参加ミュージシャン
SEKAI NO OWARI
- Nakajin：Leader & Sound Produce & Guitar
- Fukase：Conceptor & Vocal
- Saori：Show Produce & Piano
- DJ LOVE：Sound Selector & DJ

## タイアップ
- 東宝配給映画『TOKYO FANTASY SEKAI NO OWARI』エンディングテーマ (#1)
- フジテレビ系列朝の情報番組『めざましテレビ』2014年9月度〜2015年3月度木曜日テーマソング (#2)

## 収録アルバム
- Tree (#1)
- SEKAI NO OWARI 2010-2019 (#1, 2)

## カバー
- ハロー、ハッピーワールド!［弦巻こころ（伊藤美来）］ - ゲーム『バンドリ! ガールズバンドパーティ!』に収録（2017年12月31日追加）[10]。2019年3月発売のアルバム『バンドリ！ ガールズバンドパーティ！ カバーコレクション Vol.2』でCD初収録。

## 音楽ゲームへの収録
- KONAMIの『jubeat』シリーズ「jubeat prop」に「Dragon Night」が2015年2月20日に収録されたが、2018年2月5日に削除され、プレイ出来なくなった。
- セガ・インタラクティブ（当時）の『maimai』シリーズ「maimai PiNK」にて「Dragon Night」が2015年12月9日に収録されたが、「maimai MiLK PLUS」への移行に伴いプレイ出来なくなった。
- バンダイナムコの『太鼓の達人』シリーズにて「Dragon Night」が2015年3月11日に「太鼓の達人ムラサキVer.」から収録された。アーケード版だけでなく家庭用ゲーム機でもプレイが出来るが、2023年頃[いつ?]には一部機種においてダウンロードが出来なくなりプレイ不可能となる。なお、同ゲームにおけるSEKAI NO OWARIの楽曲としては「RPG」がカバー音源で収録されているが、本楽曲は「虹色の戦争」や「炎と森のカーニバル」と同様に本人音源で収録された。